# Ans van Dijk
Ans van Dijk   (Amsterdam, 24 de desembre de 1905 - Fort Bijlmer i Weesperkarspel, 14 de gener de 1948) va ser una col·laboradora neerlandesa que va trair jueus a l'Alemanya nazi durant la Segona Guerra Mundial. Va ser l'única dona holandesa que va ser executada per les seves activitats de guerra.

## Biografia
Nascuda a Amsterdam, Anna «Ans» van Dijk era filla de pares jueus Aron van Dijk i Kaatje Bin. Es va casar amb Bram Querido el 1927 i es van separar el 1935. Després que el matrimoni acabès, va començar una relació lèsbica amb una dona anomenada Miep Stodel, i va obrir una botiga de barrets per a dónes anomenada Maison Evany a Amsterdam. La botiga va ser tancada pels nazis el 1941 com a part de la seva confiscació de béns jueus: als jueus se'ls va prohibir tenir negocis o treballar en botigues minoristes, entre altres restriccions de l'ocupació. Stodel va fugir a Suïssa el 1942.
Van Dijk va ser arrestada el diumenge de Pasqua de 1943 pel detectiu del Sicherheitsdienst (SD; el servei d'intel·ligència nazi) Peter Schaap de l'Oficina d'Afers Jueus de la policia d'Amsterdam. Després de prometre treballar per a la SD, van Dijk va ser alliberada. Fingint ser membre de la resistència, es va oferir a ajudar els jueus a trobar amagatalls i a obtenir papers falsos. D'aquesta manera, va atrapar almenys 145 persones, entre elles el seu propi germà i la seva família. Unes 85 de les seves víctimes van morir més tard als camps de concentració nazis. Pot ser que hagi estat responsable de la mort de fins a 700 persones. S'ha suggerit que podria haver traït Anne Frank i la seva família.
Després de la guerra, es va traslladar a La Haia, on va ser arrestada a casa d'un amic el 20 de juny de 1945 i acusada de 23 delictes de traïció. El 24 de febrer de 1947 va ser portada al Tribunal Especial d'Amsterdam. Va confessar en tots els aspectes, explicant que només va actuar per autoconservació i va ser condemnada a mort. Tanmateix, el seu superior, Willy Lages, havia descrit anteriorment a van Dijk com ansiosa per fer la seva feina, per la qual se li pagava per cada persona que va ajudar a trobar. Va apel·lar la condemna, però el setembre de 1947 el Tribunal Especial d'Apel·lacions va confirmar el seu càstig. La seva petició d'indult reial també va ser rebutjada.
El 14 de gener de 1948 va ser afusellada a Fort Bijlmer, al municipi de Weesperkarspel (actual districte de Bijlmermeer de la ciutat d'Amsterdam). La nit abans de la seva execució es va batejar i es va unir a l'Església Catòlica Romana.